# 布里奥奈地区圣迪迪耶
布里奥奈地区圣迪迪耶（法語：Saint-Didier-en-Brionnais，法語發音：[sɛ̃ didje ɑ̃ bʁijɔnɛ]）是法国勃艮第-弗朗什-孔泰大區索恩-卢瓦尔省的一个市镇，属于沙罗勒区。 

## 地理
布里奥奈地区圣迪迪耶（46°20'12"N, 4°7'33"E）面积11.34 平方千米，位于法国勃艮第-弗朗什-孔泰大區索恩-卢瓦尔省，阿爾孔斯河西南向流经市中心。 
与布里奥奈地区圣迪迪耶接壤的市镇（或旧市镇、城区）包括：普瓦松、昂济勒迪克、布里扬、蒙索莱图瓦勒、萨里、瓦雷讷拉尔孔斯、韦尔索格。
布里奥奈地区圣迪迪耶的时区为UTC+01:00、UTC+02:00（夏令时）。

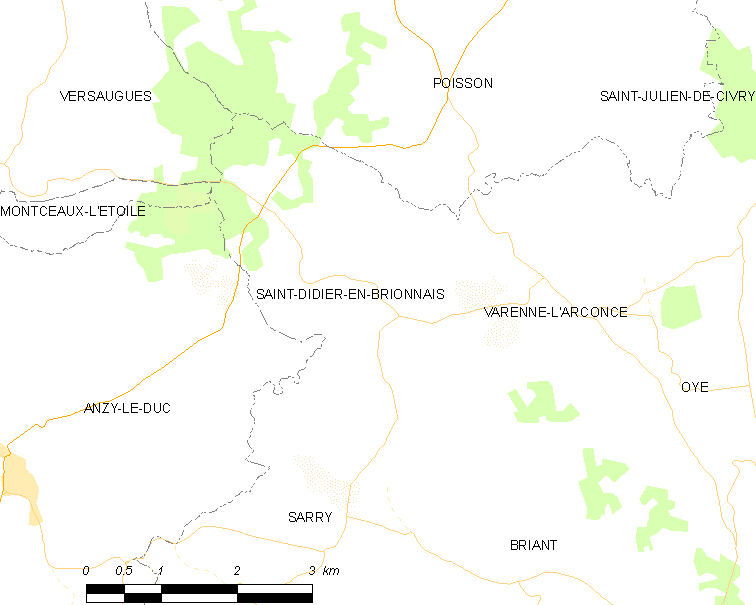
布里奥奈地区圣迪迪耶的OSM定位图

## 行政
布里奥奈地区圣迪迪耶的邮政编码为71110，INSEE市镇编码为71406。

## 政治
布里奥奈地区圣迪迪耶所属的省级选区为绍法耶县。

## 人口

1962-2008年间布里奥奈地区圣迪迪耶人口变化图示

布里奥奈地区圣迪迪耶于2022年1月1日时的人口数量为122人。